# زمین‌لرزه ژانویه ۱۹۴۳ ترکیه
زمین‌لرزه ترکیه  در تاریخ ۲۰ ژانویه ۱۹۴۳ میلادی، برابر با ‎۳۰ دی ۱۳۲۱، ساعت ۱۵:۳۲:۰۰ به زمان یوتی‌سی در ترکیه رخ داد. بزرگی آن ۶٫۶ در مقیاس ریشتر اعلام شده‌است. زمین‌لرزه به وقت محلی در روز چهارشنبه، ساعت ۱۷ روی داده و منطقه زمانی آن یوتی‌سی +۲ بوده‌است (با لحاظ تغییر ساعت تابستانی).
سازمان زمین‌شناسی آمریکا نیز جای این زمین‌لرزه را در مختصات ۴۰°۴۸′شمالی ۳۰°۳۰′شرقی / ۴۰٫۸°شمالی ۳۰٫۵°شرقی و بزرگی آنرا برابر با ۶٫۶ در مقیاس ریشتر اعلام کرده‌است. 
شمار کشتگان زلزله حدود ۲۸۵ نفر بوده‌است.